# Mike Krack
Mike Krack (* 18. März 1972) ist ein luxemburgischer Motorsport-Ingenieur und Manager. Zurzeit ist er als Einsatzleiter an der Rennstrecke für das Formel-1-Rennstall Aston Martin tätig. Früher arbeitete er unter anderem für das Sauber-F1-Team. Zuletzt leitete er die weltweite Motorsporttätigkeit von BMW.

## Karriere
Im Jahr 2001 startete Krack seine Formel-1-Karriere als Dateningenieur beim Sauber-Team. Von 2004 bis 2005 arbeitete Krack als Renningenieur für Felipe Massa. Von 2006 bis 2008 war er Chefingenieur des BMW-Sauber-Teams.
Im Januar 2009 wurde bestätigt, dass Krack zum Team Kolles & Heinz Union in der Formel-3-Euroserie wechseln würde. Das Team stellte den Rennbetrieb im gleichen Jahr noch ein.
In den Jahren 2012 und 2013 arbeitete er als Head of Track Engineering bei Porsche und war für das LMP1-Projekt zuständig. Dort arbeitete er unter anderem auch mit dem ehemaligen McLaren-Teamchef Andreas Seidl zusammen.
Von 2014 bis 2021 leitete Krack die weltweite Motorsporttätigkeit von BMW und war unter anderem für die Formel E zuständig.
Am 14. Januar 2022 wurde bekannt gegeben, dass Krack Teamchef des Aston-Martin-F1-Team wird. Dort ersetzt er Otmar Szafnauer. Krack hat bereits 2006 und 2007 mit dem ehemaligen Aston Martin-Fahrer Sebastian Vettel zusammengearbeitet, als dieser noch für das BMW-Sauber-Team Testfahrer war.
Im Januar 2025 wurde durch eine Umstrukturierung Andy Cowell zum Teamchef befördert, während Krack nun künftig als Einsatzleiter an der Rennstrecke ("Chief Trackside Officer") fungiert.